# بونشتيتن (ألمانيا)
بونشتيتن هي بلدية في ألمانيا، تقع في أوغسبورغ ‏، بلغ عدد سكانها 939  نسمة وذلك حسب إحصائيات سنة 1987، تبلغ مساحتها 6.71 كيلومتر مربع، رمزها البريدي هو 86486.

## مدن توأم
المدن التوأم:
- بونشتيتن.